# Халлен, Ронни
Ронэ́лл Л. Ха́ллен (англ. Ronelle L. Hallin), в девичестве — Ма́ршалл (англ. Marshall; Нью-Йорк, Нью-Йорк, США) — американский телепродюсер, актриса и кастинг-директор.

## Биография
Ронэлл Л. Маршалл родилась в Нью-Йорке (штат Нью-Йорк, США) в семье телепродюсера, дважды номинанта на премию «Эмми» Энтони В. Маршалла (1906—1999) и актрисы Марджори Айрин Маршалл (в девичестве Уорд; 1908—1983), которые были вместе больше 50-ти лет вплоть до смерти Марджори от болезни Альцгеймера. У Ронни был старший брат — актёр и режиссёр, пятикратный номинант на премию «Эмми» Гарри Маршалл (1934—2016, умер от пневмонии и осложнений от инсульта), также есть младшая сестра — актриса, трижды номинантка на премию «Золотой глобус» Пенни Маршалл (род. 1943). В семье Маршалл была традиция давать детям «счастливые имена» (англ. happy names), оканчивающиеся на букву «y» (рус. «и»; Garry, Ronny, Penny), потому что их нельзя произнести без улыбки.
Халлен наиболее известна по работе над телесериалами «Счастливые дни», «Морк и Минди» и «Шаг за шагом».
Ронни была замужем за Ларри Халленом. В браке родилось три дочери: Пенни Ли Халлен (род. 29.07.1959), Джуди Халлен и Уэнди С. Халлен, которые продолжили кинематографическую династию. Пенни стала звукорежиссёром, а Джуди и Уэнди — продюсерами и актрисами. Также имеет четверых племянников-кинематографистов: Лори Маршалл (род. 1963), Кэтлин Маршалл (род. 1967), Скотт Маршалл (род. 1969) и Трейси Рейнер (род. 1964).

## Фильмография
| Год       | Фильм                               | Продюсер  | Актриса                | Кастинг-директор |
| --------- | ----------------------------------- | --------- | ---------------------- | ---------------- |
| 1974      | Странная парочка                    |           | (Верна Тёрнер)         |                  |
| 1976—1983 | Лаверна и Ширли                     | зелёная ✓ | (Максин)               | зелёная ✓        |
| 1976—1984 | Счастливые дни                      | зелёная ✓ |                        | зелёная ✓        |
| 1977      | Красавицы Блански                   | зелёная ✓ |                        |                  |
| 1978—1982 | Морк и Минди                        | зелёная ✓ |                        |                  |
| 1982—1983 | Новая странная парочка              |           |                        | зелёная ✓        |
| 1982      | Джоани любит Чачи                   | зелёная ✓ |                        | зелёная ✓        |
| 1982      | Херндон                             | зелёная ✓ |                        |                  |
| 1986      | Снова ты?                           | зелёная ✓ |                        |                  |
| 1986—1987 | Ничего общего                       | зелёная ✓ |                        |                  |
| 1986—1991 | Валери / Семья Валери / Семья Хоган | зелёная ✓ |                        |                  |
| 1989—1990 | Дела семейные                       | зелёная ✓ |                        |                  |
| 1989—1990 | Идеальные незнакомцы                | зелёная ✓ |                        |                  |
| 1990—1991 | Going Places                        | зелёная ✓ |                        |                  |
| 1991      | Фрэнки и Джонни                     |           | (клиентка-байкерша)    |                  |
| 1991—1998 | Шаг за шагом                        | зелёная ✓ |                        |                  |
| 1994      | Райское наслаждение                 |           | (уборщица в аэропорту) |                  |
| 2002      | Лаверна и Ширли снова вместе        | зелёная ✓ |                        |                  |
| 2004      | Модная мамочка                      |           | (женщина на похоронах) |                  |